# Sölve Högnesson
Sölve, även benämnd Salve, son till Högne på Njardö, var enligt Ynglingasagan en dansk kung som ska ha dräpt sveakungen Östen och därpå regerat över Sveariket, efter att först ha bekämpat svearna i ett slag som tog elva dagar. Svearna ledsnade dock på honom så småningom och tog livet av honom och tog Östens son Yngvar till kung.